# 모르텐센 대 피터스 사건
모르텐센 대 피터스 사건(Mortensen vs. Peters Great Britain High Ct. of Judiciary of Scotland. 1906)은 국제법 상 유명한 판례이다.

## 사실관계
덴마크 선박의 선장이 영국의 영해 내에 있는 수역 Moray Firth에서 어로작업을 하던 중 동 수역이 영국 제정법에 의한 어로금지구역이라는 이유로 영국관헌에게 체포당하여 기소된 사건이다.

## 쟁점사항
판례상 국내제정법이 국제관습법보다 우위적으로 적용되는가에 대한 것이 관점이다.

## 판 결
선장 모르텐센(Mortensen)은 벌금형 선고를 받게 되었으나 덴마크 정부의 외교교섭으로 그 벌금은 반환되었다.

## 이 유
동사건의 판결에서 스코틀랜드 고등법원은 “본 법정은 입법부의 법률이 일반적으로 승인된 국제법원칙의 위반으로 인해 불법행위를 구성하는가의 여부를 결정하는 곳이 아니다. 우리에게 상원과 하원을 정규 통과하여 국왕의 재가를 얻은 의회의 법률이 최고의 것이며 그 조항에 효과를 부여해야 한다.”고 하여 국제관습법에 대한 국내법의 우선적 적용을 인정하였다.

## 관련사항
영국에 있어 국내제정법이 국제관습법보다 우위적으로 적용, 국제관습법 수용